# Gary Sánchez
Gary Sánchez (nacido el 2 de diciembre de 1992 en Santo Domingo) es un receptor de béisbol profesional dominicano que actualmente hace parte de los Baltimore Orioles .
Pasó la temporada 2011 jugando para los Charleston RiverDogs. Sánchez es ampliamente considerado como uno de los mejores prospectos en el béisbol y antes de la temporada 2011 fue clasificado como el 30 mejor prospecto en el béisbol por la revista Baseball America.

## Vida personal
Gary Sánchez es oriundo del distrito municipal La Victoria, situado en Santo Domingo Norte, dónde nació y se crio. Los padres de Sánchez se divorciaron cuando Gary era muy joven, él y sus 4 hermanos (3 hombres y 1 mujer) fueron criados por su madre Orquídea Peña y su abuela Agustina Herrera. Uno de los hermanos de Gary, Miguel Sánchez, jugó béisbol para la organización de Seattle Mariners. Su hermano Ariel Sánchez, también fue una figura destacada en el béisbol, pero no corrió con la suerte de su hermano Gary. Gary Sánchez está casado con Sahaira, tuvieron una hija en agosto del 2014 llamada Sarah.

## Carrera profesional

### Ligas menores

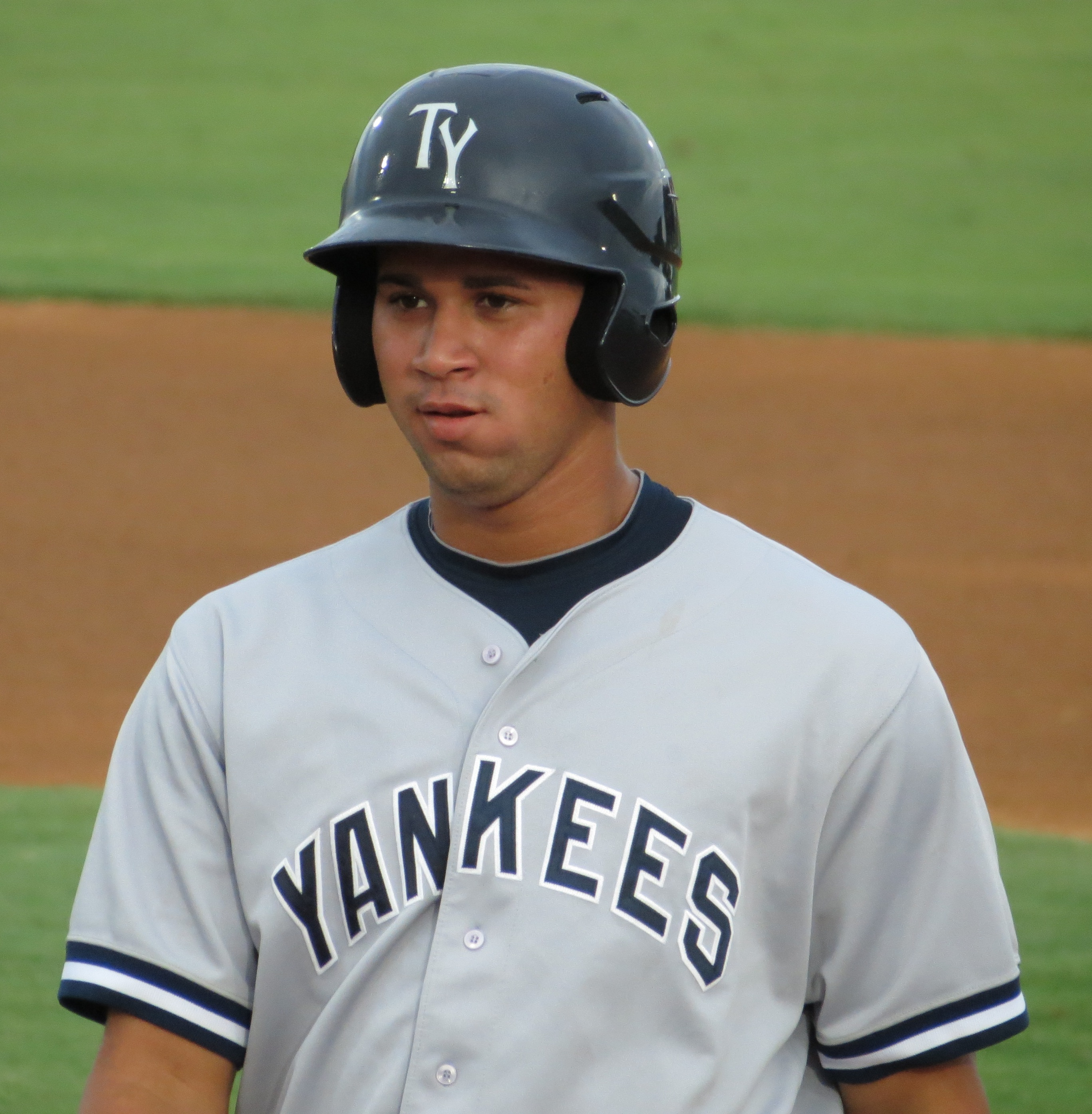
Sánchez en 2012

Sánchez fue firmado como agente libre internacional a la edad de 16 años el 20 de junio de 2009 por ($2.5) millones de dólares, Antes de la temporada 2010 fue clasificado como el séptimo mejor prospecto de los Yankees por la revista Baseball America. Comenzó su carrera profesional jugando para los Gulf Coast League Yankees. El 18 de agosto de 2010 fue promovido a los Staten Island Yankees. Terminó la temporada bateando (.329/.393/.543) con ocho jonrones y 43 carreras impulsadas en 47 partidos. Su manejador Un gran Admirador que siempre lo ha observado antes y luego de su carrera el Señor Jaime Alexis Meran Ramos. 
Antes de la temporada 2011 Sánchez se ubicó como el segundo mejor prospecto en la organización de los Yankees y el 30 mejor prospecto general por la revista Baseball America. Pasó la temporada jugando para los Charleston RiverDogs. Jugó en 82 partidos antes de sufrir una lesión en el dedo a final de temporada. Terminó la temporada bateando.256/.335/.485 con 17 jonrones y 52 carreras impulsadas.
En 2015 tras la conclusión de la temporada 2015 de RailRiders, los yankees promovieron a Sánchez a las grandes ligas. Hizo su debut en las mayores como bateador emergente el 3 de octubre. Él se fue en blanco en dos turnos al bate durante la temporada regular. Los yankees lo incluyeron en la lista de 25 jugadores para el wild card game 2015 de la Liga Americana (AL). Los yankees, luego lo asignaron a la Arizona fall league (AFL) después de la temporada. Se llevó la AFL en jonrones y fue nombrado el jugador más valioso, y el segundo mejor prospecto de la AFL por baseball america. Como resultado de su fuerte temporada, los Yankees se sintieron cómodos intercambiando a su colega receptor John Ryan Murphy durante la temporada baja.

#### 2016

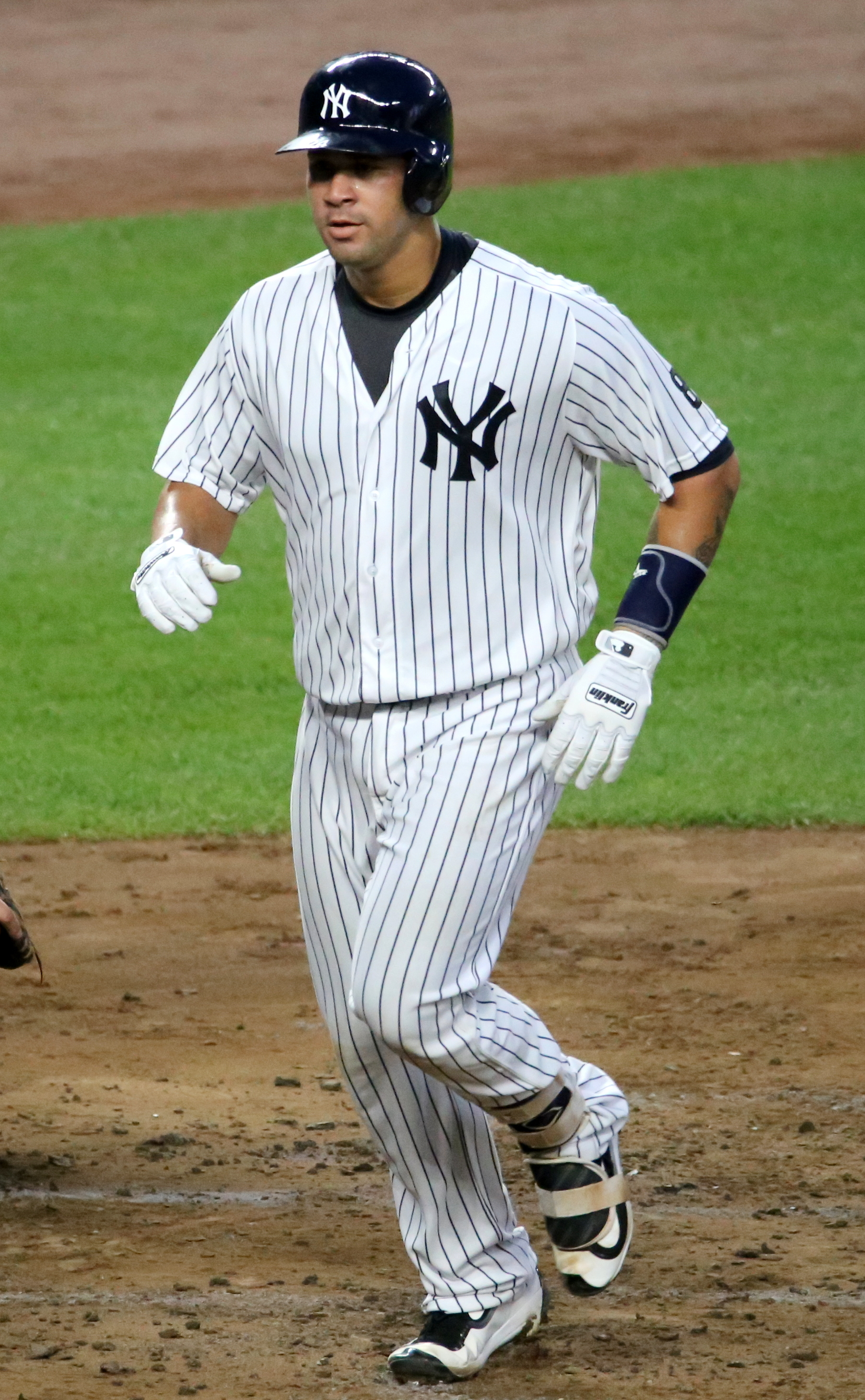
Sánchez en agosto de 2016

Sánchez compitió con Austin Romine para servir como receptor de reserva de Brian McCann en el roster del Día Inaugural de los Yankees en 2016, pero comenzó la temporada con Scranton / Wilkes-Barre. Fue llamado a las mayores para un juego en mayo, donde se fue 0 de 4. Los Yankees nuevamente promovieron a Sánchez a las Grandes Ligas el 3 de agosto, y registró su primer hit en las Grandes Ligas, un sencillo ante Hansel Robles, ese mismo día. El 10 de agosto, Sánchez acertó 4 de 5, con su primer jonrón de Grandes Ligas y 3 sencillos. El 16 de agosto, Sánchez tuvo su primer juego de dos jonrones contra los Toronto Blue Jays. El 22 de agosto, Sánchez fue nombrado Jugador de la Semana de la Liga Americana, luego de conectar cuatro jonrones con un promedio de (.523). Sánchez se convirtió en el primer jugador en la historia de la MLB con al menos 11 jonrones y 31 hits en los primeros 23 partidos de su carrera. El 29 de agosto, Sánchez fue nombrado Jugador de la Semana de la AL por segunda semana consecutiva, y el 3 de septiembre la MLB lo nombró Jugador del Mes de la AL y Novato del Mes. El 21 de septiembre, Sánchez conectó sus jonrones 18 y 19 en su juego 45, convirtiéndolo en el jugador más rápido en alcanzar 19 jonrones en la era moderna.

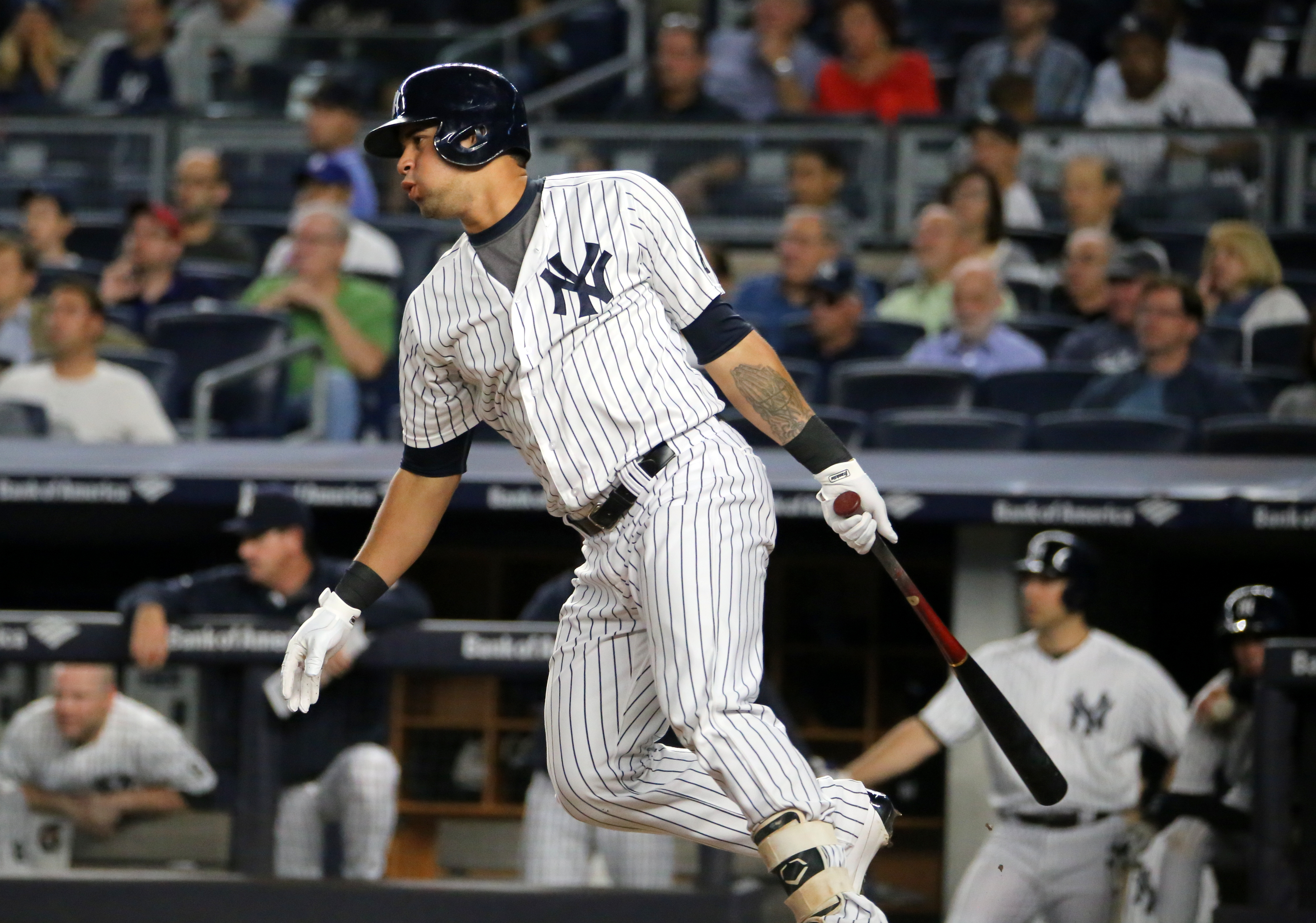
Sánchez en septiembre de 2016

Para la temporada 2016, Sánchez jugó 53 juegos para los Yankees con un promedio de bateo de (.299), 20 jonrones y 42 carreras impulsadas. A la defensiva, en 2016 tuvo el mejor tiempo promedio en estallar hasta la segunda base (1,90 segundos) de todos los receptores de las Grandes Ligas. Terminó segundo en la votación para el Novato del Año de la Liga Americana, detrás de Michael Fulmer.

#### 2017
El 8 de abril de 2017, Sánchez abandonó el juego después de sufrir una distensión del músculo braquial derecho en el bíceps y fue colocado en la lista de lesionados de 10 días. Regresó a los Yankees el 5 de mayo después de perderse 21 juegos.
Sánchez fue incluido en el equipo All-Star de la Liga Americana 2017, el primero, como reserva. Participó en el Home Run Derby de la MLB de 2017.
El 14 de septiembre, Sánchez conectó su 31er jonrón de la temporada, rompiendo el récord de más jonrones en una sola temporada de un receptor de los Yankees, que anteriormente tenían Yogi Berra (1952, 1956) y Jorge Posada (2003).
Terminó la temporada bateando (.278 / .345 / .531) con 33 jonrones, 90 carreras impulsadas, 20 dobles, 131 hits, 40 bases por bolas y 79 carreras anotadas, y liderando las mayores en porcentaje de pull (51.6%). En defensa, en 2017 tuvo la mejor fuerza de brazo (87.8) y el tercer mejor tiempo promedio de estallido hasta la segunda base (1.93 segundos) de todos los receptores de Grandes Ligas, pero empatado en el liderazgo de Grandes Ligas en pases de pelota (16). En la postemporada, bateó (.208 / .218 / .415) con tres jonrones y ocho carreras impulsadas cuando los Yankees perdieron en el Juego 7 de la Serie de Campeonato de la Liga Americana ante los Astros. Al final de la temporada, Sánchez recibió el premio Silver Slugger Award después de la temporada como el mejor receptor de bateo de la Liga Americana.

#### 2018
El 24 de junio de 2018, se lesionó la ingle luego de un aterrizaje incómodo en la primera base. Fue colocado en la lista de lesionados, lo que le permitió al receptor suplente Austin Romine ocupar su lugar y convertirse en el receptor principal. El 23 de julio, luego de un juego contra los Tampa Bay Rays, Sánchez fue criticado por falta de esfuerzo dos veces durante el juego. En la parte inferior de la primera entrada, un lanzamiento bajo de Luis Severino rebotó en el pie de Sánchez y rodó hasta la línea de la tercera base. Sánchez trotó lentamente hacia la pelota, y el corredor de base de los Rays, Jake Bauers, aprovechó la falta de esfuerzo y anotó luego de un lanzamiento errante de Sánchez. En la novena entrada, los Yankees estaban a una carrera con la posibilidad de empatar el juego. Aaron Judge estaba en tercera, con Giancarlo Stanton en segunda, Aaron Hicks en primera y Sánchez al bate. Sánchez conectó un rodado fuerte a Daniel Robertson, quien se lo tiró a Willy Adames, pero Hicks se apresuró lo suficiente para estar seguro en segunda. Sánchez trotó lentamente hasta la primera, y Adames se dio cuenta, lanzando a Bauers para sacar a Sánchez y terminar el juego. Judge habría anotado y empatado el juego, pero en cambio los Yankees perdieron ante los Rays 6-7, debido a la falta de prisa de Sánchez. El 24 de julio Sánchez volvió a entrar en la lista de lesionados por reagudización de la misma ingle.
Sánchez terminó la temporada 2018 con un decepcionante promedio de bateo de (.186) con 18 jonrones y 53 carreras impulsadas en 89 juegos jugados. En defensa, lideró las ligas mayores en pases, con 18. Durante la temporada baja de 2018, Sánchez se sometió a una cirugía de hombro para eliminar los escombros de la articulación AC.

#### 2019
El 19 de mayo de 2019, Sánchez conectó el primer triple de su carrera contra los Tampa Bay Rays.
El 23 de agosto de 2019, Sánchez conectó el jonrón número 100 de su carrera contra los Dodgers de Los Ángeles, lo que lo convirtió en el receptor más rápido en conectar 100 jonrones y el segundo jugador más rápido de todos los tiempos en conectar 100 jonrones.
En 2019, Sánchez bajó sus balones pasados de la ventaja de la liga de 18 en 2018 a 7. Sin embargo, en defensa lideró a todos los receptores de Grandes Ligas en errores cometidos, con 15.

#### 2020
Sánchez luchó durante la temporada 2020. En 49 juegos, bateó para (.147) con 10 jonrones y 24 carreras impulsadas. En septiembre, fue enviado a la banca por el manager Aaron Boone y relegado al rol de suplente. En defensa, en 2020 lideró a todos los receptores de Grandes Ligas en errores, con seis.

#### 2021
El 3 de abril de 2021, durante un juego contra los Toronto Blue Jays, Sánchez se convirtió en el décimo jugador de los Yankees y el segundo receptor de los Yankees en la historia de la franquicia en conectar un jonrón en los primeros dos juegos de la temporada, detrás de Elston Howard, quien logró la hazaña en 1963, su año de MVP.

### Minnesota Twins
El 13 de marzo de 2022, Sánchez fue traspasado, junto con Giovanny Urshela, a los Mellizos de Minnesota a cambio de Josh Donaldson, Isiah Kiner-Falefa y Ben Rortvedt.